# Національна дорога 9 (Польща)
Національна дорога 9 (пол. Droga krajowa nr 9, DK9) — дорога державного значення класу GP протяжністю 189 кілометрів. Цей маршрут з'єднує кільцеву розв'язку Національних збройних сил (так звану Варшавську кільцеву розв'язку) у Радомі з розв'язкою Жешув північ (A4, S19) у Рудній Малій. Є частиною міжнародної траси E371. У Радомі дорога 9 має спільну ділянку з національною дорогою 12, а в Опатові з дорогою 74.
Це єдина польська національна дорога з однозначним номером і водночас єдина європейська дорога в Польщі, для якої не запланована швидкісна чи автострада. Маршрути S19 і S74 на деяких ділянках будуть швидкісними.

## Історія
Національна дорога 9 має свій низький номер завдяки концепції TAPP 1946 року, тобто Транс'європейська автомагістраль Північ-Південь, яка за припущенням 1946 року мала проходити через Польщу за маршрутом Гданськ — Варшава — Радом — Жешув — кордон з Чехословаччиною. Пізніше було вирішено, що сьогоднішня автомагістраль А1 реалізує ідею TAPP, і єдиним нагадуванням про оригінальну концепцію є низький номер 9, присвоєний дорозі Радом — Жешув.
У 2010 році була створена концепція включення дороги № 9 до мережі автомагістралей і швидкісних доріг і позначення її як S9, яка до сьогодні не реалізована.

## Міста, що лежать на національній дорозі 9
- Радом (DK12) — Жешувська кільцева
- Скаришев — об'їзна запланована в рамках програми будівництва 100 об'їзних
- Ілжа — об'їзд[5]
- Рудник (DK42)
- Кунув — кільцева дорога
- Островець-Свєнтокшиський — запланована кільцева дорога, будується внутрішня кільцева дорога[6]
- Опатів (DK74) — кільцева дорога, що будується як частина S74
- Липник (DK77)
- Клімонтів
- Лонюв (DK79)
- Тарнобжег — кільцева дорога
- Нова Демба — об'їзд, запланований у рамках програми будівництва 100 об'їздів
- Майдан-Крулевський
- Цмоляс
- Кольбушова — кільцева дорога, запланована в рамках програми будівництва 100 кільцевої дороги
- Глогув-Малопольський — кільцева дорога
- Рудна Мала (A4, S19)